# Борис Эйфман (алмаз)
Бори́с Э́йфман — уникальный алмаз в 214,65 карата, найденный в россыпи «Нюрбинская» в 2016 году. Факту извлечения алмаза присвоено имя выдающегося балетмейстера, заслуженного деятеля искусств, Народного артиста России Бориса Эйфмана в честь его 70-летнего юбилея.

## Описание
Алмаз добыт из галечников россыпи «Нюрбинская» 13 июля 2016 г.
Размеры кристалла 42,11×34,26×16,07 мм. Алмаз представляет собой фрагмент кристалла со следами растворения. В объёме камня имеются трещины и включения тёмноцветных минералов.
Алмаз полупрозрачный с серым оттенком.